# Кленце, Клеменс Август Карл
Клеменс Август Карл Кленце (Klenze; 1795 — 1833) — немецкий юрист, профессор Берлинского университета.
Опубликовал: «Fragmenta legis Serviliae repetundarum» (Берлин, 1825); «Institutiones Gaji et Justiniani» (Берлин, 1829); «Grundriss zu Vorlesungen über die Geschichte des röm. Rechts bis Justinian» (Берлин, 1825; 2 изд., 1835); «Lehrbuch des gemeinen Strafrechts» (Берлин, 1833); «Kritische Phantasien eines praktischen Staatsmanns» (Берлин, 1834). Его «Philologische Ablhandlungen» изд. К. Лахманн (Берлин, 1839).